# Maynard Ferguson
Walter Maynard Ferguson (ur. 4 maja 1928 w Verdun w Quebecu, zm. 23 sierpnia 2006 w Ventura) – kanadyjski trębacz i bandlider jazzowy.

## Dyskografia
- 1953 – Jam Session Featuring Maynard Ferguson
- 1954 – Stratospheric
- 1954 – Dimentions Featuring Maynard Ferguson
- 1955 – Dimensions
- 1954 – Maynard Ferguson's Hollywood Party
- 1955 – Maynard Ferguson Octet
- 1955 – Around the Horn
- 1956 – Four Horns and a Lush Life, jako lider zespołu: Russ Garcia lub Frank Rosolino
- 1956 – The Birdland Dream Band, Vol. 1
- 1956 – Maynard Ferguson and His Original Dreamband [live]
- 1957 – Boy with Lots of Brass
- 1957 – The Birdland Dream Band, Vol. 2
- 1958 – Swingin' My Way through College
- 1958 – A Message from Newport
- 1959 – Jazz for Dancing
- 1960 – Newport Suite
- 1960 – Maynard '61
- 1960 – Two's Company
- 1960 – Let's Face the Music and Dance
- 1961 – "Straightaway" Jazz Themes
- 1962 – Maynard '62
- 1962 – Si! Si! M.F.
- 1962 – Maynard '63
- 1962 – Message from Maynard
- 1962 – Maynard '64
- 1964 – Come Blow Your Horn
- 1964 – Color Him Wild
- 1964 – Blues Roar
- 1964 – The New Sound of Maynard Ferguson
- 1965 – The World of Maynard Ferguson
- 1965 – Maynard Ferguson Sextet
- 1965 – Six by Six: Maynard Ferguson and Sextet
- 1966 – Ridin' High
- 1967 – Sextet 1967 [live]
- 1967 – Orchestra 1967 [live]
- 1968 – Trumpet Rhapsody
- 1969 – Ballad Style of Maynard Ferguson
- 1970 – MF Horn
- 1971 – Maynard Ferguson (released in UK as Alive and Well in London)
- 1972 – MF Horn 2
- 1973 – MF Horn 3
- 1973 – MF Horn 4 & 5: Live at Jimmy's
- 1974 – Chameleon
- 1976 – Primal Scream
- 1977 – Conquistador
- 1977 – New Vintage
- 1978 – Carnival
- 1979 – Hot
- 1979 – The Best of Maynard Ferguson
- 1980 – It's My Time
- 1982 – Hollywood
- 1983 – Storm
- 1984 – Live from San Francisco
- 1986 – Body and Soul
- 1987 – High Voltage, Vol. 1
- 1988 – High Voltage, Vol. 2
- 1988 – Big Bop Nouveau
- 1992 – Footpath Cafe
- 1993 – Dues (reissue of Color Him Wild)
- 1993 – Live from London
- 1994 – Live at Peacock Lane Hollywood 1957
- 1994 – Live at the Great American Music Hall, Part 1
- 1994 – These Cats Can Swing
- 1995 – Live at the Great American Music Hall, Part 2
- 1996 – One More Trip to Birdland
- 1997 – Master of the Stratosphere (collection)
- 1998 – Brass Attitude
- 2003 – Jam Session
- 2004 – Live at Peacock Lane 1956
- 2005 – Maynard Ferguson (collection)
- 2006 – MF Horn 6: Live at Ronnie's
- 2007 – The One and Only (released 5/4/07)